# UB 88
UB 88 war ein U-Boot des Typs UB III der Kaiserlichen Marine. Am 11. Dezember 1917 bei der AG Vulcan Hamburg vom Stapel gelaufen, wurde es am 26. Januar 1918 abgeliefert. Kommandant war Oberleutnant Johannes Ries (bis 15. Februar 1918), ab 16. Februar 1918  Kapitänleutnant Reinhard von Rabenau, der zuvor das erfolgreiche kleinere Boot UC 77 kommandiert hatte. Frontbereit war das Boot nach verschiedenen Pannen erst am 4. Juni 1918 und wurde nach Flandern zur I. U-Boots-Flottille verlegt (ab Oktober 1918 zur II. Flottille). Nach fünf Einsätzen an der englischen Ostküste, im Ärmelkanal und in der Biskaya, bei denen 14 Schiffe mit ca. 31.000 Tonnen versenkt und zwei beschädigt worden waren, wurde es in Harwich interniert. Am 26. November 1918 (nach anderen Angaben endgültig erst am 13. März 1919) wurde UB 88 den Vereinigten Staaten als Kriegsbeute zugesprochen und im April 1919 in Begleitung eines Tenders dorthin überführt.
Im August 1919 durchquerte es den Panamakanal. Bis November 1919 besichtigten etwa 400.000 Menschen das Boot in 25 Städten (u. a. in Memphis (Tennessee) am Mississippi River).  Am 3. Januar 1921 wurde UB 88 bei San Pedro (Los Angeles) durch Granatfeuer des Zerstörers Wickes zu Übungszwecken versenkt. Am 9. Mai 2003 wurde das Wrack von einem Sportfischer durch Sonar in 30 bis 40 Meter Tiefe im „Catalina Channel“ geortet. Danach gab es Bestrebungen, das Boot zu musealen Zwecken zu heben. Es ist heute ein Ziel für Wracktaucher.